# Бременские музыканты
«Бре́менские музыка́нты» (нем. Die Bremer Stadtmusikanten, 1819) — сказка братьев Гримм о бродячих музыкантах. По системе классификации сказочных сюжетов Aарне-Томпсона имеет № 130 — «Животные-изгои находят новый дом».
Братья Гримм впервые опубликовали эту сказку, основанную на рассказе немецкой сказочницы Доротеи Виманн, во втором издании сборника «Детские и семейные сказки» в 1819 году.

## Сюжет

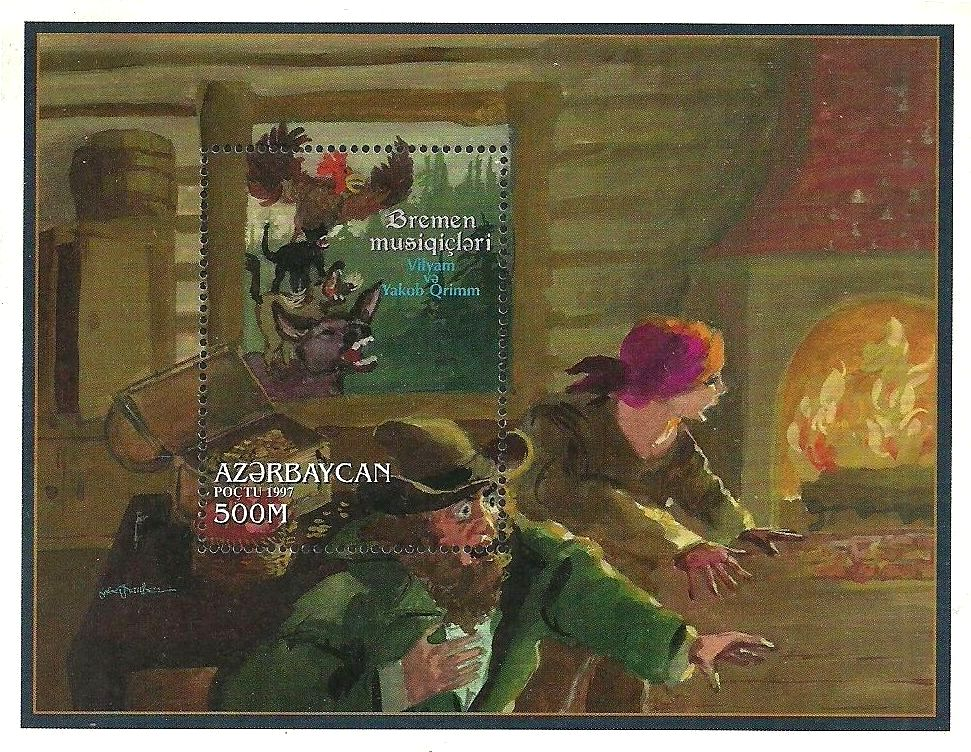
Почтовая марка Азербайджана, посвящённая сказке

Главные герои сказки — обиженные своими хозяевами осёл, собака, кот и петух — отправляются в город Бремен, чтобы стать городскими музыкантами. Однако они не смогли в один день дойти до Бремена и решили переночевать в лесу. Осёл и собака улеглись спать под большим деревом, кот устроился на ветвях, а петух взлетел на самую верхушку дерева — там ему казалось безопаснее всего.
Оглянувшись с верхушки дерева, петух обнаруживает разбойничью хижину. Бременские музыканты подходят к ней, забираются друг на друга и, исполняя свою «музыку» (осёл заревел, собака залаяла, кот замяукал, петух закукарекал), врываются в окно хижины. Разбойники в страхе убегают.
Поужинав, каждый из бременских музыкантов ложится спать по своему вкусу и привычкам — осёл ложится во дворе на куче сена, собака за дверью, кот на очаге, а петух садится на крышу разбойничьей хижины.
Позже этой же ночью атаман разбойников посылает одного из членов шайки посмотреть, кто захватил их хижину. Но разведчика царапает кот, кусает собака и лягает осёл, а петух громко кричит с крыши разбойничьей хижины: «Ку-ка-ре́-ку!». В страхе разбойник прибегает к атаману и рассказывает ему, что дом захвачен ужасными созданиями. Разбойники больше не осмелились возвращаться и ушли из леса, а бременские музыканты остались жить в лесной хижине.

## В музыке
- Бременские музыканты (сочинение швейцарского композитора Франца Тишхаузера[нем.]).[3]

## Экранизации и театральные постановки
Сюжет сказки о бременских музыкантах часто становился основой для фильмов, мультфильмов, мюзиклов и театральных постановок. Вот некоторые из экранизаций:
- Весёлые музыканты (1937) — советский кукольный мультфильм.
- Бременские музыканты — советский мультфильм 1969 года по мотивам сказки.
- По следам бременских музыкантов — советский мультфильм 1973 года, продолжение мультфильма «Бременские музыканты» 1969 года.
- Bremen 4: Angels in Hell — аниме 1981 года.
- Бременские музыканты: Бесстрашная четвёрка[нем.] — германский полнометражный мультипликационный фильм 1997 года[4].
- Новые бременские — российский мультфильм 2000 года.
- Бременские музыканты & Co — развлекательный фильм-мюзикл 2001 года по мотивам сказки.
- Бременские музыканты — мюзикл по мотивам знаменитого мультфильма 2009 года, режиссёр — Борис Борейко.
- Бременские музыканты (исп. Los 4 Musicos de Bremen).
- Бременские музыканты (Die Bremer Stadtmusikanten, Германия, 2009). Автор сценария: Дэвид Унгурейт. Режиссёр: Дирк Регел. В ролях: Анна Фишер, Джон Зирнер, Флориан Мартенс, Гезин Кукровски, Майкл Лотт, Эндрю Пол, Маттиас Бреннер и др.
- Бременские разбойники — мультипликационный фильм 2016 года.
- Бременские музыканты — российский фильм 2024 года.

## Памятники

Памятник в Риге

- Памятник бременским музыкантам, созданный скульптором Герхардом Марксом и установленный в 1951 году, стоит в центре города Бремена и является символом города. Бронзовая скульптура представляет собой главных героев истории: осла, собаку, кота и петуха, стоящих друг на друге в форме пирамиды. С неё начинается туристический маршрут «Немецкая дорога сказок».
- По мотивам этого памятника скульптором Кристой Баумгертель была сделана оригинальная работа, подаренная в 1990 году городу Риге его городом-побратимом Бременом.
- Третий вариант памятника бременским музыкантам установлен в немецком Цюльпихе[5].
- Ещё один памятник героям сказки установлен в Красноярске в парке имени 1 мая[6].